# Edward Johnson (Puritaner)
Edward Johnson (geboren vermutlich im September 1598 in Herne, Kent, England; gestorben 23. April 1672 in Woburn, Massachusetts) war ein englischer Puritaner, der nach seiner Auswanderung in die Kolonie Massachusetts eine führende Persönlichkeit der ersten englischen Siedlergeneration in Neuengland war. Für die amerikanische Literatur- und Geschichtsschreibung ist sein 1653 in London erschienenes Werk Wonder-Working Providence of Sions Savior in New England von Bedeutung.

## Leben
Johnson wurde wohl 1598 in der englischen Grafschaft Kent geboren. Über seine frühen Jahre ist wenig bekannt, allein dass er 1618 heiratete ist gesichert. 1630 schloss er sich der Great Migration an, der Massenauswanderung englischer Puritaner nach Nordamerika. Er erreichte die Kolonie Massachusetts an Bord der Arbella, dem Flaggschiff der ersten und größten Siedlerflotte, und wurde so Zeuge von John Winthrops kurz vor dem Landgang gehaltener Predigt A Model of Christian Charity. Er siedelte zunächst in Charlestown, dann in Salem und kehrte dann nach England zurück, um seine dort verbliebene Familie nachzuholen. Eine Passagierliste aus dem Juni 1637 vermerkt, dass er sich in Sandwich mit seiner Frau Susan, sieben Kindern und drei Dienern auf einem Amerikasegler einschiffte. Mit seiner Familie siedelte er zunächst wieder in Charlestown.
Ab 1640 beteiligte er sich an der Planung der neuen Siedlung Woburn, die mit der förmlichen Gemeindegründung 1642 abgeschlossen wurde. Er übernahm das Amt des Stadtschreibers, dass er bis zu seinem Tode innehaben sollte. Über die Jahre wirkte er in zahlreichen weiteren öffentlichen Ämtern, so als Schöffe, als Wahlmann (selectman) im Stadtrat und als Hauptmann der Stadtmiliz. Ab 1646 bis zu seinem Tode vertrat er Woburn auch fast in jeder der jährlichen Wahlperioden in der Generalversammlung (General Court) der Kolonie. Dort wurde er häufig in wichtige Ausschüsse gewählt. 1643 war er einer der drei von der Generalversammlung benannten Hauptmänner eines bewaffneten Zugs, der den Sektengründer Samuel Gorton in Rhode Island festsetzte. Als Drucker besorgte er 1648 die Edition der Cambridge Platform, den Beschlüssen der neuenglischen Synode von 1646 bis 1648.

## Wonder-Working Providence
Johnsons Geschichtswerk erschien wohl schon im Spätjahr 1653 in London, trägt aber das Druckdatum des Folgejahres. Es trägt in der Erstausgabe den Titel A History of New England, from the English Planting in the Yeere 1628 untill the Yeere 1652, doch wurde dieser Titel wohl von Johnsons englischem Drucker gewählt. Im Kopfsteg der Seiten der Ausgabe findet sich der Titel, unter dem Johnsons Werk bis heute bekannt ist: Wonder-Working Providence of Sions Savior in New England („Die wundersame Vorsehung des Erlösers Zions in Neuengland“). Sie stellt das erste bedeutende Werk der puritanischen Geschichtsschreibung in Neuengland dar. Zwar schreiben auch die Gouverneure John Winthrop und William Bradford detaillierte Chroniken der ersten Jahre ihrer Kolonien (Massachusetts und Plymouth), doch wurden sie erst im 19. Jahrhundert gedruckt, so dass Johnsons Werk bis zum Erscheinen von Cotton Mathers Magnalia Christi Americana (1702) das wirkungsmächtigste Werk seiner Art war.
Die Wonder-Working Providence enthält eine Fülle von profanen Details über die ersten Jahre der neuenglischen Kolonien, insbesondere über die Kosten und praktischen Bedingungen und Fährnisse der Auswanderung und die politischen und wirtschaftlichen Faktoren bei der Gründung neuer Siedlungen. Zugleich ist das Werk, wie der Titel deutlich macht, eine millenaristische Deutung der neuenglischen Geschichte als Heilsgeschichte, also als Erfüllung göttlicher Vorsehung und biblischer Prophezeiung.

## Werk
Die Erstausgabe von Johnson Geschichte Neuenglands ist
- A history of New-England: from the English planting in the yeere 1628 until the yeere 1652 – declaring the form of their government, civill, military, and ecclesistique – their wars with the Indians, their troubles with the Gortonists, and other heretiques – their manner of gathering of churches, the commodities of the country, and description of the principall towns and havens, with the great encouragements to increase trade betwixt them and old England. Printed for Nath. Brooke at the Angel in Corn-hill, London 1654.

Von großem Wert ist mindestens ob des kritischen Apparats die Faksimile-Edition von 1867:
- William Frederick Poole (Hrsg.):  Wonder-Working Providence of Sions Saviour in New England. 2 Bände. W. F. Draper, Andover MA 1867; hathitrust.org

Die maßgebliche moderne Edition ist indes bis heute:
- J. Franklin Jameson (Hrsg.): Johnson's Wonder-Working Providence, 1628–1651. Charles Scribner’s Sons, New York 1910 (= Reihe Original Narratives of Early American History, Band 9); Textarchiv – Internet Archive.